# Gnathia
Gnathia är ett släkte av kräftdjur som beskrevs av Leach 1814. Gnathia ingår i familjen Gnathiidae.

## Bildgalleri

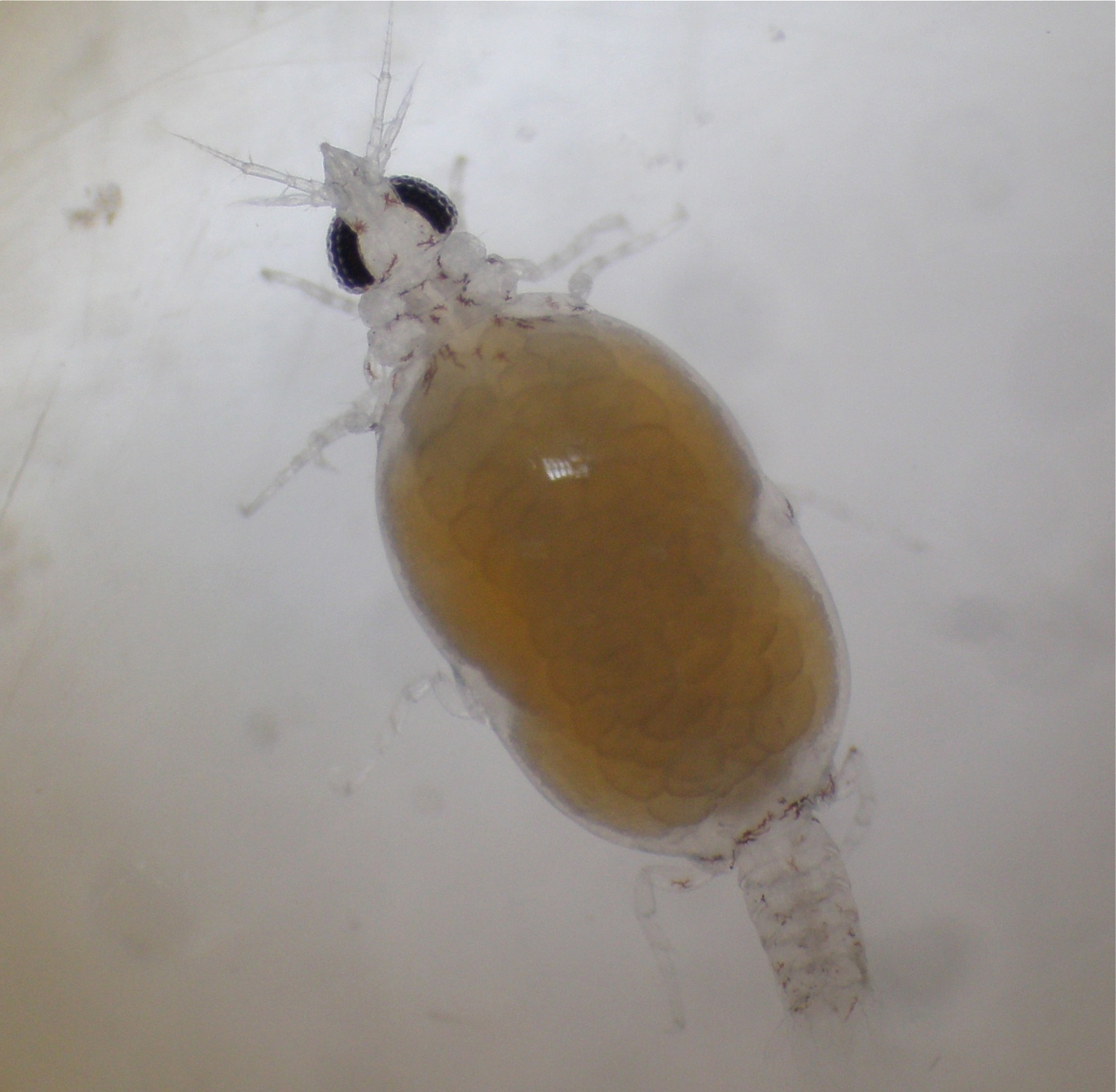
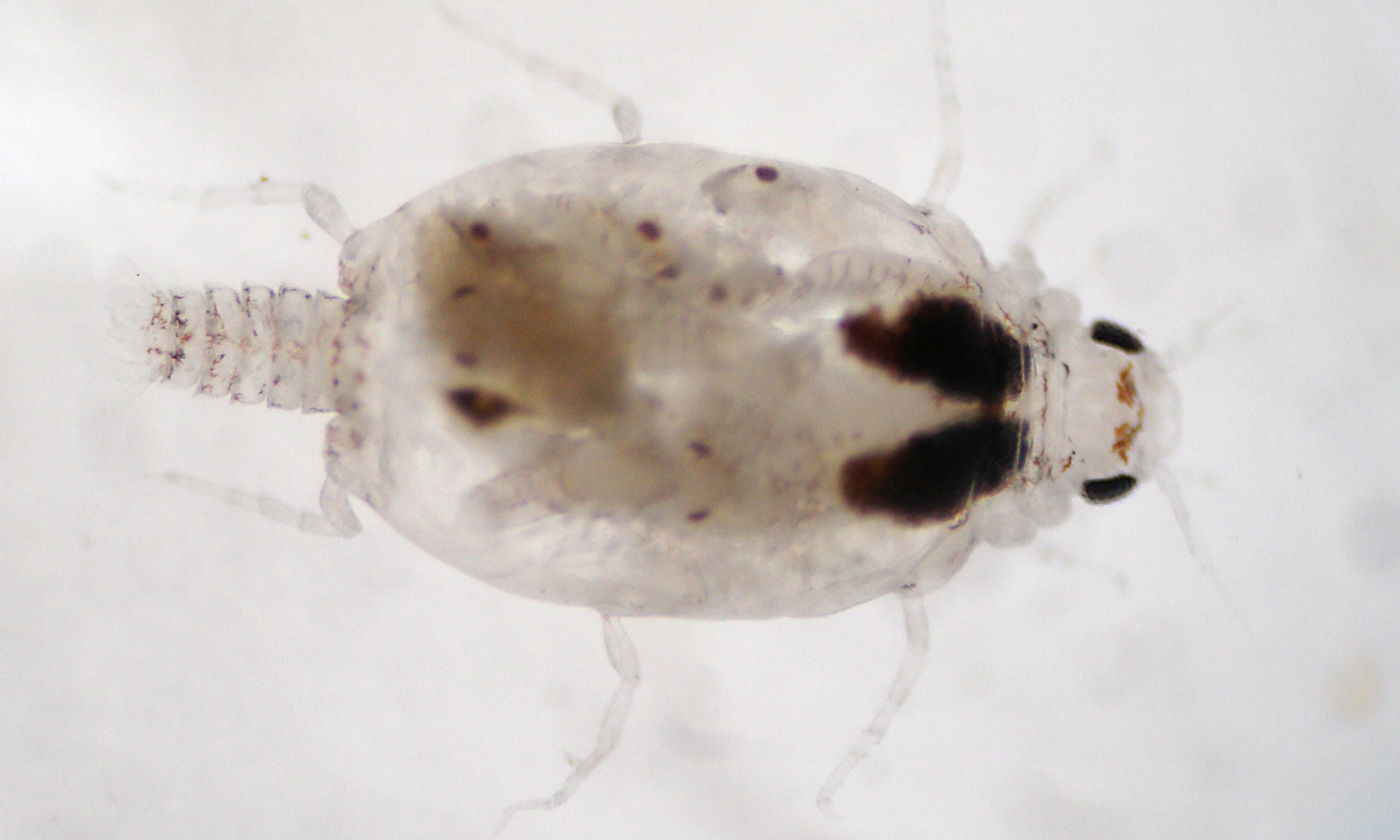
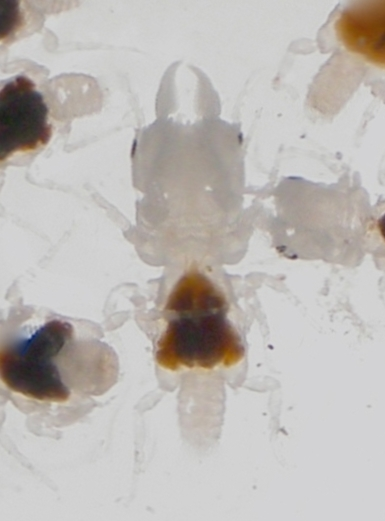
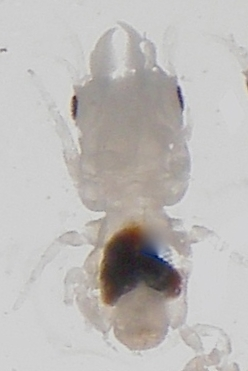
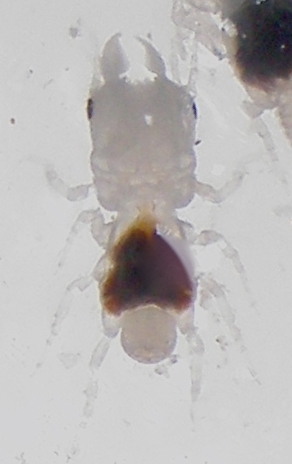
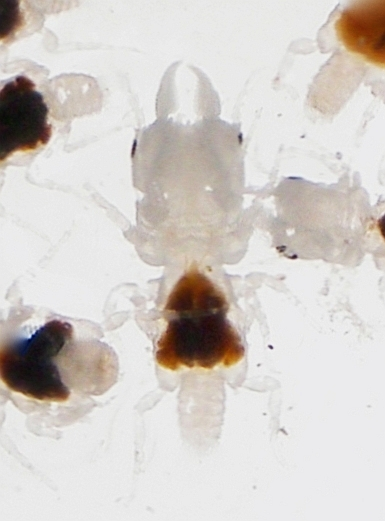

## Dottertaxa tillGnathia, i alfabetisk ordning[1][2]
- Gnathia africana
- Gnathia albescens
- Gnathia alces
- Gnathia andrei
- Gnathia antonbruunae
- Gnathia arabica
- Gnathia arctica
- Gnathia asperifrons
- Gnathia aureola
- Gnathia barnardi
- Gnathia beethoveni
- Gnathia bengalensis
- Gnathia biorbis
- Gnathia brachyuropus
- Gnathia brucei
- Gnathia bungoensis
- Gnathia calamitosa
- Gnathia calmani
- Gnathia calsi
- Gnathia camponotus
- Gnathia camuripenis
- Gnathia capillata
- Gnathia cerina
- Gnathia clementensis
- Gnathia cooki
- Gnathia cornuta
- Gnathia coronadoensis
- Gnathia cryptopais
- Gnathia dentata
- Gnathia derzhavini
- Gnathia disjuncta
- Gnathia epopstruma
- Gnathia eumeces
- Gnathia falcipenis
- Gnathia fallax
- Gnathia firingae
- Gnathia fragilis
- Gnathia glauca
- Gnathia gonzalezi
- Gnathia halei
- Gnathia hemingwayi
- Gnathia hirayamai
- Gnathia illepidus
- Gnathia incana
- Gnathia indoinsularis
- Gnathia inopinata
- Gnathia iridomyrmex
- Gnathia johanna
- Gnathia lacunacapitalis
- Gnathia latidens
- Gnathia lignophila
- Gnathia limicola
- Gnathia luxata
- Gnathia magdalenensis
- Gnathia malaysiensis
- Gnathia margaritarum
- Gnathia maxillaris
- Gnathia meticola
- Gnathia mulieraria
- Gnathia mutsuensis
- Gnathia mystrium
- Gnathia nicembola
- Gnathia nkulu
- Gnathia notostigma
- Gnathia nubila
- Gnathia odontomachus
- Gnathia oxyuraea
- Gnathia oxyurea
- Gnathia panousei
- Gnathia pantherina
- Gnathia perimulica
- Gnathia phallonajopsis
- Gnathia philogona
- Gnathia pilosus
- Gnathia piscivora
- Gnathia productatridens
- Gnathia prolasius
- Gnathia puertoricensis
- Gnathia rathi
- Gnathia rectifrons
- Gnathia rhytidoponera
- Gnathia ricardoi
- Gnathia samariensis
- Gnathia sanrikuensis
- Gnathia schmidti
- Gnathia serrula
- Gnathia serrulatifrons
- Gnathia sifae
- Gnathia somalia
- Gnathia spongicola
- Gnathia steveni
- Gnathia stigmacros
- Gnathia stoddarti
- Gnathia taprobanensis
- Gnathia teissieri
- Gnathia tridens
- Gnathia trilobata
- Gnathia triospathiona
- Gnathia tuberculata
- Gnathia tuberculosa
- Gnathia ubatuba
- Gnathia wagneri
- Gnathia variobranchia
- Gnathia vellosa
- Gnathia venusta
- Gnathia virginalis
- Gnathia vorax
- Gnathia zanzibarensis